# بورگی
بورگی (به ایتالیایی: Borghi) یک کومونه در ایتالیا است که در استان فورلی-چزنا واقع شده‌است.

## خصوصیات
بورگی ۳۰٫۱ کیلومترمربع مساحت و ۲٬۱۸۳ نفر جمعیت دارد.